# コブレンツ
コブレンツ（コーブレンツ、Koblenz [ˈkoːblɛnt͡s] ( 音声ファイル)）は、ドイツ連邦共和国の都市である。ラインラント＝プファルツ州に属する。人口は約 10 万人。コプレンツとも表記される。

## 地勢・産業
モーゼル川とライン川の合流点に位置し、河川交通の要衝である。モーゼル川がライン川に注ぎ込む箇所は、ドイチェス・エック（Deutsches Eck、「ドイツの角（かど）」）と称される。ドイツ騎士団が1216年より後に、この地に騎士団の建物を創設したことに由来する 。ワインの取引の他、そのライン川沿いの景観から観光業も発達している。近隣の都市としては、ライン川沿いの約50キロメートル北西にボン、80キロメートル北西にケルン、65キロメートル南東にマインツが位置している。モーゼル川を南西に約95キロメートルさかのぼるとトリーアに到達する。また、10キロメートルほど東には温泉地であるバート・エムスが位置している。

## 歴史
紀元前8年前後に大ドルススによって、ローマ帝国の駐屯地としてこの地にカストルム・アプド・コンフルエンテス("Castellum apud Confluentes")（合流点の城砦の意）と称される城砦が築かれた。コブレンツの名はラテン語(ad) cōnfluentēs(合流点)に由来する。このラテン語名は、ガリア語Condate（「合流地」）の直訳借用語かもしれない 。砦近くに商人の集落も形成されたが、古代末期に破壊された。中世には、トリーア大司教領のもとで繁栄し、ハンザ同盟にも加盟した。フランス革命において、フランスの支配下に置かれる。19世紀前半、ウィーン議定書の取り決めに基づき、のちのドイツ帝国の中心となるプロイセン王国の支配下へと入る。
ローマ皇帝 ティベリウスの時代にローマ軍の駐屯地が置かれ、フランク族の侵入（259年 /260年）を受けて約5.8ヘクタールの土地を囲む強固な壁が築かれた。その後の防御施設の強化は駐屯の継続性を可能にした。5世紀にローマの城塞が放棄され、フランク王国メロヴィング朝の王宮が建造された。863年献堂の聖カストル教会（St. Kastor-Kirche）は後の市の発展を方向づけた。市の地形に根本的な影響を与えたのが、13世紀70年代/80年代のライン川方向への拡充である。これによって市域は約42ヘクタールにまで広がった。
教会組織上、コブレンツはフランク王国の時代以来 トリーア大司教管区に属していたが、13世紀半ばにトリーア大司教が君主の地位（Landeshoheit）を占めていた。13世紀後半には、2回目の都市壁構築と市域内での大司教城建設との関連で、大司教と市の間で激しい対立がうまれ、市民側の敗北に終わった。14世紀に新しい市民グループが市の指導層に参入し、参審人団（Schöffenkolleg）とならんで参事会（Rat）が設置されたが、大司教の支配的地位に揺るぎはなかった。
1302年には、種々の領邦国家に属する諸都市を一つにまとめあげる中部ライン都市同盟が、コーブレンツ、ボッパルト、オーバーヴェーゼル、アンダーナハ、そしてボンの間に成立し、後にはケルンもこれに加わった」。
ライン川とモーゼル川の合流地という恵まれた土地ゆえに中世初期以来帝国の重要な会議の場となり、大事件がここで発生した。たとえば、842年、ヴェルダン条約（843年）の予備交渉（聖カストル教会において）。860年6月5－7日、 カロリング朝 3王の和平交渉。1138年2月22日ホーエンシュタウフェン朝 コンラート3世のドイツ王への選出。1198年9月8日、水を抜いたモーゼルの川床で行われたホーエンシュタウフェン家 フィリップ・フォン・シュヴァーベンとヴェルフェン家 オットー4世との戦闘。1338年 ルートヴィヒ4世が開催し、イングランドとフランスの仲裁をした宮廷会議。マクシミリアン1世が1492年1月1日に開いた帝国会議など。
30年戦争、1688年の プファルツ継承戦争 （大同盟戦争）、フランス領時代をとおして繰り返し防備強化、部分破壊、防御施設撤去、再建がなされた。 第2次世界大戦中の市の中心部分の破壊は85％に及んだ 。

## 文化・観光・伝説
ドイチェス・エックには、ドイツ帝国初代皇帝であるヴィルヘルム1世の騎馬像が建てられた。1897年に除幕されたこの騎馬像に因み、皇帝は、当時の詩句においてカール大帝やフリードリヒ1世（バルバロッサ）を引き合いに出して賛美されたが、騎馬像は後に クルト・トゥホルスキーによって、馬鹿でかい「ケーキのデコレーション」（Tortenaufsatz）と皮肉られることになった。第二次世界大戦に際してアメリカ軍に破壊されたが、1953年に再建された。ライン河畔からザイルバーンで対岸のエーレンブライトシュタイン要塞（Festung Ehrenbreitstein）に渡ることができ、ドイチェス・エックの景観を展望台から楽しむことができる。
コブレンツから65km南のビンゲン迄のライン川は、ライン渓谷中流上部として2002年に世界文化遺産に指定された。この区間のライン川遊覧船は数社が運行しており、コブレンツからも利用できる。
1982年から、コブレンツ市内の旧ランゲマルク兵舎の建物内にドイツ連邦軍の管理する研究・教育施設兼、一般向け博物館・資料館としてコブレンツ国防技術博物館が設置され、公開されている。
1772年・1773年 ゲーテは、当地に住んでいた、ヴィーラントのいとこで女流作家のゾフィー・フォン・ラ・ロシュ（Sophie von La Roche）の館を訪れ、家族の一員のように遇された様子を、自伝『詩と真実』（Dichtung und Wahrheit）において詳述している。
漫画家水木しげるは、かつては川中島であったコブレンツ郊外のオーバーヴェルト（Oberwerth）を舞台とする「死の踊り」という妖怪譚を描いている。「恋する人といっしょになれないで死ぬと死の踊りの地獄に落ちる」とあり、その場所がこの島とされている。14世紀中頃コブレンツの「武士」の娘が父の従者と恋仲になったが、父にその関係を反対されて死ぬ。彼はオーバーヴェルトに行き、踊り狂う少女たちの輪の中に入り踊り死ぬという話である。

## スポーツ
TuSコブレンツが、コブレンツを本拠地とするサッカークラブである。2006年、クラブ史上初のブンデスリーガ（2部）昇格を果たした。

## 主な出身者
- クレメンス・ブレンターノ - 文学者・小説家・詩人
- クレメンス・フォン・メッテルニヒ - 19世紀前半に活躍したオーストリア帝国の政治家
- ヴァレリー・ジスカール・デスタン - フランスの政治家、大統領
- アントン・ディフリング - 俳優
- ミシェル・オークレール - フランスの俳優
- ボド・イルクナー - 元ドイツ代表のサッカー選手

## 姉妹都市
| - - ヌヴェール（フランス共和国） - - ハーリンゲイ（連合王国） - - ノリッジ（連合王国） - - マーストリヒト（オランダ王国） | - - ノヴァーラ（イタリア共和国） - - オースティン（アメリカ合衆国） - - ペタク・チクヴァ（イスラエル国） |